# Віллеміт
Віллемі́т, Вілемі́т — мінерал класу силікатів, ортосилікат острівної будови Zn2[SiO4], безбарвний, іноді зеленувато-жовтого, або червонуватого кольору.

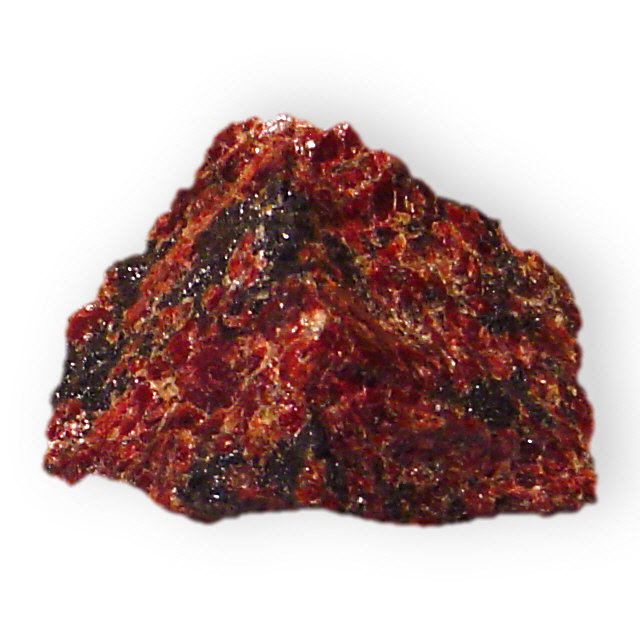
Віллеміт з родовища Франклін, шт. Нью-Джерсі

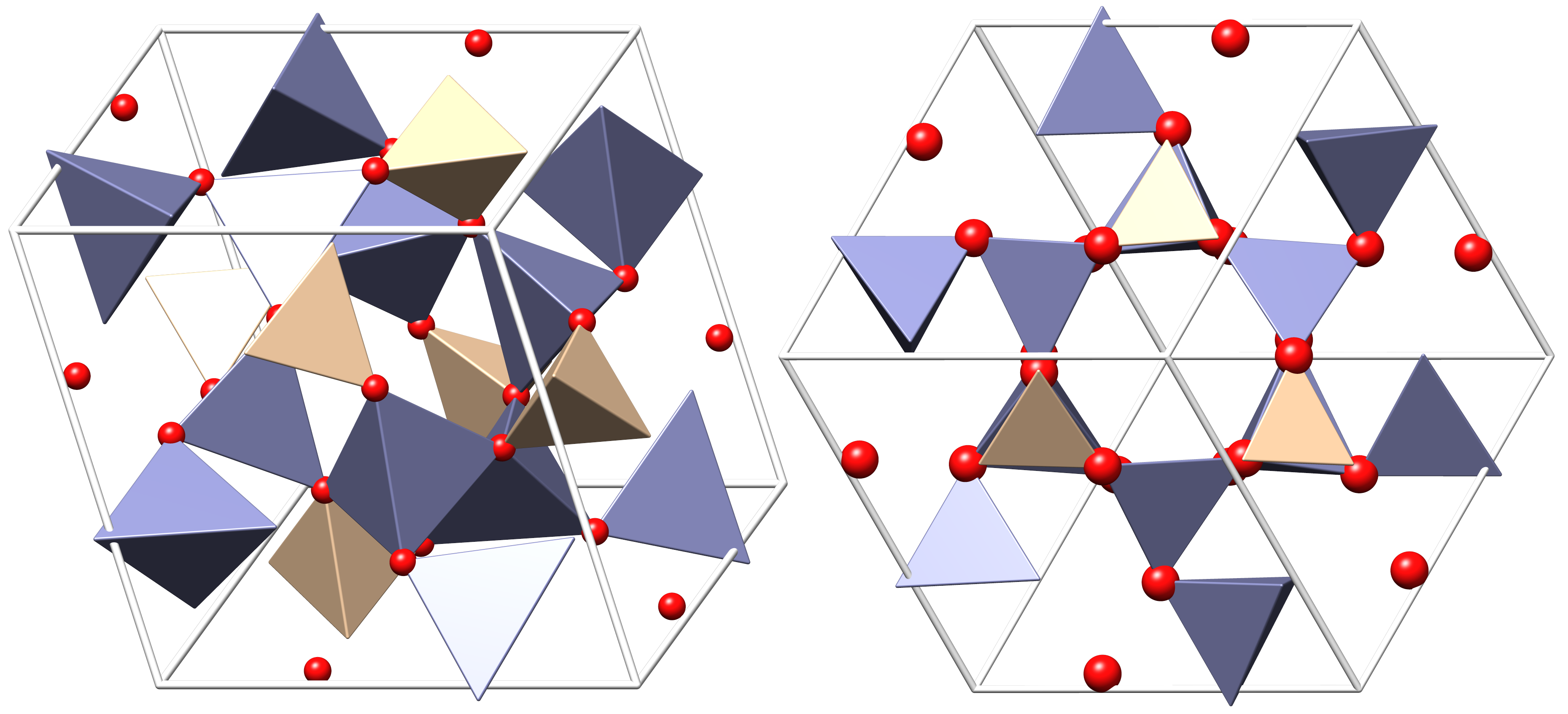
Кристалічна структура віллеміту.

## Історія
Віллеміт був названий на честь Віллема I (1772-1843, король Нідерландів). Мінерал вперше був виявлений в Кельмісі в 1830 році (раніше також відомий як Альтенберг і, перш за все, через цинкову шахту і ливарний завод Вієль Монтань) і описаний французьким математиком і мінералогом Армандом Леві.

## Загальний опис
Сингонія тригональна.
Густина 3,89—4,18 г/см³.
Твердість 5—6.
Блиск скляний, жирний.
Руда цинку, поширений мінерал зони окиснення цинкових родовищ. Зустрічається також у метасоматично змінених гранітах.
Віллеміт, як правило, утворюється як зміна раніше існуючих сфалеритів рудних тіл і зазвичай асоціюється з вапняком. Він також міститься в мармурі і може бути результатом метаморфізму більш ранніх геміморфітів чи смітсонітів.
Кристали мають вигляд шестикутних призм, закінчених ромбоедричними площинами: є чіткі розщеплення, паралельні граням призми та основі. Гранульовані маси та маси розщеплення зустрічаються частіше.

## Поширення
Бельгія (Альтенберг), Намібія (Цумеб), Замбія (Брокен-Гілл — Кабве), Квебек, Канада, Південна Австралія.
Значні скупчення віллеміту відомі у США (шт. Аризона, родовище цинку, заліза, марганцю Франклін, шт. Нью-Джерсі).

## Застосування
У великих масах може використовуватися як руда цинку. Використовують, зокрема, при виготовлені флуоресціюючих екранів. Цінується колекціонерами. Використовується в ювелірній справі, особливо цінуються жовті прозорі різновиди.